# Comme un prince
Pour plus de détails, voir Fiche technique et Distribution.
Comme un prince est une comédie française réalisée par Ali Marhyar, sorti en 2023. Il s'agit du premier long métrage du réalisateur.
Le film est présenté en avant-première mondiale au Festival du cinéma méditerranéen de Montpellier 2023, avant sa sortie en salles le 17 janvier 2024.

## Synopsis
Souleyman était un jeune champion de boxe et un grand espoir pour les prochains Jeux olympiques avec l'Équipe de France. Une blessure survenue lors d'une altercation met fin à ses rêves. Souleyman est exclu de l'équipe et se voit assigner des travaux d'intérêt général au château de Chambord, où il rencontre Melissa, une adolescente qui semble avoir un talent inné pour la boxe. Il décide de l'entraîner.

## Fiche technique
Sauf indication contraire, les informations mentionnées dans cette section peuvent être confirmées par la base de données cinématographiques Unifrance,  présente dans la section « Liens externes ».
- Titre original : Comme un prince
- Réalisation : Ali Marhyar
- Scénario : Julien Guetta et Ali Marhyar
- Musique : Bonjour Meow
- Décors : Lise Péault
- Costumes : Isabelle Mathieu
- Photographie : Noémie Gillot
- Son : Adrien Arnaud, Vincent Cosson et Fanny Weinzaepflen
- Montage : Samuel Danési et Jessica Menéndez
- Production : Marie Jardillier et Yann Zenou
- Sociétés de production : Quad Films et Issa! Films ; France 3 Cinéma et Orange Studio (coproductions)
- Sociétés de distribution : Apollo Films et Orange Studio (France) ; Athena Films (Belgique)
- Pays de production :  France
- Langue originale : français
- Format : couleur — 2,35:1
- Genre : comédie
- Durée : 90 minutes
- Dates de sortie :
  - France : 23 octobre 2023 (Festival du cinéma méditerranéen de Montpellier) ; 17 janvier 2024 (sortie nationale)
  - Belgique : 17 janvier 2024
- Classification :
  - France : tous publics[4]

## Distribution
- Ahmed Sylla : Souleyman
- Mallory Wanecque : Mélissa
- Julia Piaton : Eddy
- Habib Dembélé : Alassane, le père de Souleyman
- Jonathan Cohen : Fabrice Gomez, l'agent de probation de Souleyman
- Jonathan Lambert : Bertrand, le conteur
- Antoine Gouy : Pedro
- Igor Gotesman : Jean-Louis Coton
- Cécile Bois : madame Ledoux
- Malika Azgag : Lamia
- Stefan Godin : José
- Tewfik Jallab : Karim
- Jérémie Laheurte : Jérôme
- Olivier Rosemberg : Olivier

## Production

### Genèse et développement
Comme un prince est le premier long métrage de l'acteur Ali Marhyar en tant que réalisateur. Ali Marhyar est un très grand fan de boxe et de films sur ce sport. Il a commencé à pratiquer la boxe à 17 ans et a longtemps rêvé d’être champion olympique.
A l'origine, Ali Marhyar voulait jouer le protagoniste, mais ne voulait pas diriger et jouer en même temps, et c'est à ce moment-là que le co-scénariste Julien Guetta l'a encouragé à diriger le projet, alors Ali Marhyar a décidé de se contenter de diriger le film. Pour le rôle principal, le réalisateur a immédiatement pensé à Ahmed Sylla pour ses qualités comiques, mais aussi « pour sa sensibilité profonde », a précisé le réalisateur.
Plus de trois cents jeunes filles ont été auditionnées pour le rôle de Melissa. La directrice de casting du film avait vu une interview de Mallory Wanecque lors du Festival de Cannes et elle a passé les essais. Selon Ali Marhyar, Mallory Wanecque était le choix évident pour le rôle car elle parlait de la même façon qu'il avait entendu la voix du personnage pendant qu'il écrivait le scénario.
Ahmed Sylla a entamé un régime et une préparation physique bien avant le tournage pour asseoir une réelle crédibilité dans le rôle de boxeur. L'acteur s'est entraîné avec les frères Aziz et Ali Hallab dans le club de boxe BAM l'Héritage des Mureaux, où Ali Marhyar lui-même avait pratiqué la boxe. Ahmed Sylla a pris une dizaine de kilos de muscles pour façonner la stature carrée d'un boxeur de haut niveau. Mallory Wanecque également beaucoup entraînée en amont dans le même club, pour se familiariser à la chorégraphie des combats.
Dans Comme un prince, Ali Marhyar collabore avec plusieurs de ses anciens partenaires d'écran, tels que Julia Piaton, avec qui il a tourné dans la série Family Business (2019–2021), mais aussi avec Igor Gotesman, avec qui il a tourné dans Five (2016) et Casting(s) (2013–2015), et avec Jonathan Cohen après Budapest (2018), Family Business et La Flamme (2020).

### Tournage
Le tournage se déroule entre la région parisienne, Les Mureaux, et le château de Chambord entre le 4 octobre et le 18 novembre 2022,.

## Accueil

### Festival et sortie
Le film est présenté en avant-première mondiale au festival du cinéma méditerranéen de Montpellier le 23 octobre 2023, avant sa sortie en salles le 17 janvier 2024.

### Critique
En France, le site Allociné propose une moyenne de 2.9⁄5, après avoir recensé 17 critiques de presse.

### Box-office
Pour son premier jour d'exploitation en France, le film prend la deuxième place du box-office des nouveautés (derrière Pauvres Créatures) et cumule 18 175 entrées sur 456 salles, dont 6 320 en avant-première. Pour sa première semaine d'exploitation en salles, le film cumule 119 238 entrées sur 456 salles, se plaçant à la quatrième place du box-office.
La deuxième semaine se clôture avec une chute des fréquentations de 46.7% et seulement 63 555 entrées.
| Pays ou région | Box-office      | Date d'arrêt du box-office | Nombre de semaines |
| -------------- | --------------- | -------------------------- | ------------------ |
| France         | 245 019 entrées | en cours                   | 6                  |
| Total mondial  | 1 681 549 USD   | -                          | -                  |

## Sélections
- Festival du cinéma méditerranéen de Montpellier 2023 : avant-première, hors-compétition[9]
- Festival du film de Sarlat 2023 : séance spéciale[17]
- Rencontres Cinématographiques de Cannes 2023 : avant-première[18]
- Festival du film de comédie de l’Alpe d’Huez 2024 : séance spéciale, hors-compétition[19]